# نئو ماکاما
نئو ماکاما (انگلیسی: Neo Makama؛ زادهٔ ۱۷ مارس ۱۹۸۱) بازیکن فوتبال اهل لسوتو است که در پست مهاجم بازی می‌کند. او از سال ۲۰۰۸ چهار بازی ملی برای تیم ملی فوتبال لسوتو انجام داده‌است.